# Hatten med skatten
Hatten med skatten er en dansk stumfilm fra 1918, der er instrueret af Lau Lauritzen Sr. efter manuskript af Sigurd Wantzin.

## Handling
Denne artikel mangler et handlingsreferat. Hjælp os med at skrive det.